# Peltoperla obtusa
Peltoperla obtusa is een steenvlieg uit de familie Peltoperlidae. De wetenschappelijke naam van de soort is voor het eerst geldig gepubliceerd in 1973 door Wu.